# The Ultimate Fighter: Team Joanna vs. Team Cláudia
The Ultimate Fighter: Team Joanna vs. Team Cláudia (também conhecido como The Ultimate Fighter 23) é um reality show produzido pelo Ultimate Fighting Championship, da série The Ultimate Fighter.
Em 17 de Janeiro, 2016, durante a transmissão ao vivo do UFC Fight Night 81, foi anunciado que os treinadores para a temporada seria Joanna Jędrzejczyk e Cláudia Gadelha. Os treinadores são esperados para enfrentar um ao outro em combate pelo Cinturão Peso Palha Feminino do UFC

## Equipes
| Equipe Joanna - Joanna Jędrzejczyk, Treinadora Principal | Equipe Cláudia - Cláudia Gadelha, Treinadora Principal |

## Chave do Torneio

### Meio Pesados
|  | Elimination Round | Elimination Round |                |    | Semifinais | Semifinais |  |  | Finale | Finale |
|  |                   |                   |                |    |            |            |  |  |        |        |
|  |                   |                   |                |    |            |            |  |  |        |        |
|  |                   |                   |                |    |            |            |  |  |        |        |
|  | Myron Dennis      | 2                 |                |    |            |            |  |  |        |        |
|  | Myron Dennis      | 2                 |                |    |            |            |  |  |        |        |
|  | Andrew Sanchez    | DU                |                |    |            |            |  |  |        |        |
|  | Andrew Sanchez    | DU                | Andrew Sanchez | KO |            |            |  |  |        |        |
|  |                   |                   | Andrew Sanchez | KO |            |            |  |  |        |        |
|  |                   | Eric Spicely      | 1              |    |            |            |  |  |        |        |
|  | Elias Urbina IV   | Eric Spicely      | 1              | D2 |            |            |  |  |        |        |
|  | Elias Urbina IV   |                   |                | D2 |            |            |  |  |        |        |
|  | Eric Spicely      | DU                |                |    |            |            |  |  |        |        |
|  | Eric Spicely      | DU                | Andrew Sanchez | DU |            |            |  |  |        |        |
|  |                   |                   | Andrew Sanchez | DU |            |            |  |  |        |        |
|  |                   | Khalil Rountree   | 3              |    |            |            |  |  |        |        |
|  | Josh Stansbury    | Khalil Rountree   | 3              | DM |            |            |  |  |        |        |
|  | Josh Stansbury    |                   |                | DM |            |            |  |  |        |        |
|  | Abdel Medjedoub   | 2                 |                |    |            |            |  |  |        |        |
|  | Abdel Medjedoub   | 2                 | Josh Stansbury | 1  |            |            |  |  |        |        |
|  |                   |                   | Josh Stansbury | 1  |            |            |  |  |        |        |
|  |                   | Khalil Rountree*  | KO             |    |            |            |  |  |        |        |
|  | Khalil Rountree   | Khalil Rountree*  | KO             | 1  |            |            |  |  |        |        |
|  | Khalil Rountree   |                   |                | 1  |            |            |  |  |        |        |
|  | Cory Hendricks    | FIN               |                |    |            |            |  |  |        |        |
|  | Cory Hendricks    | FIN               |                |    |            |            |  |  |        |        |

- Rountre substituiu Hendricks que lesionou o pescoço.

### Peso Palha Feminino
|  | Elimination Round | Elimination Round |                |     | Semifinais | Semifinais |  |  | Finale | Finale |
|  |                   |                   |                |     |            |            |  |  |        |        |
|  |                   |                   |                |     |            |            |  |  |        |        |
|  |                   |                   |                |     |            |            |  |  |        |        |
|  | Jamie Moyle       | 2                 |                |     |            |            |  |  |        |        |
|  | Jamie Moyle       | 2                 |                |     |            |            |  |  |        |        |
|  | Amanda Cooper     | DM                |                |     |            |            |  |  |        |        |
|  | Amanda Cooper     | DM                | Amanda Cooper  | FIN |            |            |  |  |        |        |
|  |                   |                   | Amanda Cooper  | FIN |            |            |  |  |        |        |
|  |                   | Lanchana Green    | 1              |     |            |            |  |  |        |        |
|  | Helen Harper      | Lanchana Green    | 1              | 3   |            |            |  |  |        |        |
|  | Helen Harper      |                   |                | 3   |            |            |  |  |        |        |
|  | Lanchana Green    | DU                |                |     |            |            |  |  |        |        |
|  | Lanchana Green    | DU                | Amanda Cooper  | 1   |            |            |  |  |        |        |
|  |                   |                   | Amanda Cooper  | 1   |            |            |  |  |        |        |
|  |                   | Tatiana Suarez    | FIN            |     |            |            |  |  |        |        |
|  | JJ Aldrich        | Tatiana Suarez    | FIN            | 2   |            |            |  |  |        |        |
|  | JJ Aldrich        |                   |                | 2   |            |            |  |  |        |        |
|  | Tatiana Suarez    | FIN               |                |     |            |            |  |  |        |        |
|  | Tatiana Suarez    | FIN               | Tatiana Suarez | FIN |            |            |  |  |        |        |
|  |                   |                   | Tatiana Suarez | FIN |            |            |  |  |        |        |
|  |                   | Kate Jackson      | 1              |     |            |            |  |  |        |        |
|  | Ashley Yoder      | Kate Jackson      | 1              | 2   |            |            |  |  |        |        |
|  | Ashley Yoder      |                   |                | 2   |            |            |  |  |        |        |
|  | Kate Jackson      | DU                |                |     |            |            |  |  |        |        |
|  | Kate Jackson      | DU                |                |     |            |            |  |  |        |        |

|       |  | Team Joanna         |
|       |  | Team Cláudia        |
| DU    |  | Decisão Unânime     |
| DM    |  | Decisão Majoritária |
| DD    |  | Decisão Dividida    |
| FIN   |  | Finalização         |
| (T)KO |  | Nocaute (Técnico)   |

## Finale
The Ultimate Fighter: Team Joanna vs. Team Cláudia (também conhecido como The Ultimate Fighter 23 Finale) foi um evento de artes marciais mistas ocorrido em 8 de julho de 2016 na MGM Grand Garden Arena em Las Vegas, Nevada.

### Background
O evento está previsto para ser encabeçado por uma luta valendo o Cinturão Peso Palha Feminino do UFC, entre a atual campeã, Joanna Jędrzejczyk, e a desafiante n° 1, Cláudia Gadelha. A dupla lutou no UFC on Fox: dos Santos vs. Miocic, em dezembro de 2014, com Jędrzejczyk saindo vencedora via decisão dividida.
Scott Askham era esperado para enfrentar Anthony Smith no evento, mas desistiu em 28 de Abril, devido a lesão, e foi substituído pelo vencedor do The Ultimate Fighter: Brazil, Cézar Ferreira.
Stevie Ray era esperado para enfrentar Jake Matthews no evento, mas desistiu em 2 de Junho, citando problemas no visto, e foi substituído por Kevin Lee.
James Krause foi programado para enfrentar o vencedor do The Ultimate Fighter: United States vs. United Kingdom no peso-leve, Ross Pearson, no evento. No entanto, em 13 de junho, ele foi retirado da luta por razões não reveladas. Ele foi substituído pelo ex-Campeão Peso Leve do Bellator e recém-chegado na promoção, Will Brooks.

### Card Oficial
Nota 1 Pelo Cinturão Peso Palha Feminino do UFC.

Nota 2 Final do TUF na divisão dos Meio Pesados.

Nota 3 Final do TUF na divisão Peso Palha Feminino

### Pontuação Jędrzejczyk vs. Gadelha
| Juiz           | Lutadora    | 1  | 2  | 3  | 4  | 5  | Total |
| -------------- | ----------- | -- | -- | -- | -- | -- | ----- |
| Dave Hagen     | Jędrzejczyk | 9  | 9  | 10 | 10 | 10 | 48    |
|                | Gadelha     | 10 | 10 | 9  | 8  | 8  | 45    |
| Jeff Mullen    | Jędrzejczyk | 9  | 9  | 10 | 10 | 10 | 48    |
|                | Gadelha     | 10 | 10 | 9  | 8  | 9  | 46    |
| Marcos Rosales | Jędrzejczyk | 9  | 9  | 10 | 10 | 10 | 48    |
|                | Gadelha     | 10 | 10 | 9  | 8  | 9  | 46    |

## Bônus da Noite
- Luta da Noite:  Joanna Jędrzejczyk vs.   Cláudia Gadelha
- Performance da Noite:  Tatiana Suarez e  Doo Ho Choi